# Корінне населення Суринаму
Корінні жителі Суринаму, корінні суринамці або індіанські суринамці — це суринамці, які мають корінне походження. Вони складають приблизно 3,5 % населення Суринаму, яке становить 612 985 осіб.

## Сучасні групи та їх ареали проживання
- Акуріо — басейни річок Тапанагоні та Сіпалівіні, Квамаласамуту[1]
- Араваки (Локоно) — Суринам, Французька Гвіана, Гаяна, Венесуела[1]
- Калінья — Бразилія, Гаяна, Французька Гвіана, Суринам, Венесуела[1]
- Маваяна[1]
- Салоема (Тарума) — Квамаласамуту, Бразилія, Гаяна[2]
- Сікіана — Квамаласамуту, Бразилія[1]
- Тірійо — басейни річок Тапанагоні та Сіпалівіні, Бразилія[1]
- Вайвай (Вапішана, Вапідіана, Вапічан, Вапічана, Вапісана, Вапішшіана, Вапісіана, Вапіччана) — басейн Амазонки, Бразилія, Суринам і Гаяна[1]
- Варао (Гуарао, Гаурауно, Варау, Варрау) — Венесуела, Гаяна і Суринам[1]
- Ваяна — південно-західна частина Маровейне, гирло річки Тапанагоні, Бразилія, Французька Гвіана[1]